# Lijst van bisschoppen van Halberstadt

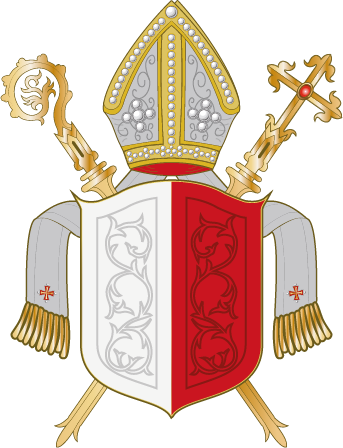
Wapen van het bisdom Halberstadt

Hieronder volgt een lijst van bisschoppen van Halberstadt. 
- 804 – 827: Hildegrim (I) van Châlons
- 827 – 840: Thiatgrim
- 840 – 853: Haymo
- 853 – 886: Hildegrim II
- 886 – 894: Agiulf
- 894 – 923: Sigismond I
- 923 – 926: "sede vacante"
- 926 – 968: Bernhard van Hadmersleben
- 968 – 996: Hildeward van Werl
- 996 – 1023: Arnulf
- 1023 – 1036: Branthog
- 1036 – 1059: Burchard (I) van Nabburg
- 1059 – 1088: Burchard (II) van Veltheim
- 1085: Hamezo, tegenbisschop
- 1089: Dietmar von Supplinburg
- 1090 – 1102: Herrand
- 1090 – 1106: Frederik I, tegenbisschop
- 1107 – 1123: Reinhard van Blankenburg
- 1123 – 1135: Otto von Kuditz
- 1136 – 1149: Rudolf I
- 1149 – 1181: Ulrich
- 1160 – 1177: Gero van Schowitz, tegenbisschop
- 1181 – 1193: Dietrich von Krosigk
- 1193 – 1201: Berthold/Gardolf van Harbke
- 1201 – 1209: Konrad van Krosigk
- 1209 – 1236: Frederik II van Kirchberg
- 1236 – 1241: Liudolf I van Schladen
- 1241 – 1252: Meinhard van Kranichfeld
- 1253 – 1255: Liudolf II van Schladen, niet erkend door de paus
- 1254 – 1295: Wolraad van Kranichfeld
- 1296 – 1304: Herman van Blankenburg
- 1304 – 1324: Albert (I) van Anhalt
- 1324 – 1358: Albert (II) van Brunswijk-Lüneburg
- 1324 – 1343: Giselbert van Holstein, tegen-bisschop
- 1346 – 1356: Albert van Mansfeld, tegen-bisschop
- 1357/58 – 1366: Lodewijk van Meißen
- 1366 – 1390: Albert (III) van Rikmersdorf
- 1390 – 1399: Ernst (I) van Hohnstein
- 1399 – 1401: "sede vacante"
- 1401 – 1406: Rudolf (II) van Anhalt
- 1407 –1411: Hendrik van Warberg
- 1411 – 1419: Albrecht (IV) van Wernigerode
- 1419 – 1437: Johan van Hoym
- 1437 – 1458: Burchard (III) van Warberg
- 1458 – 1479: Gerard van Hoym
- 1479 – 1513: Ernst (II) van Saksen, administrator
- 1513 – 1545: Albert (V) van Brandenburg, administrator
- 1545 – 1550: Johan Albrecht van Brandenburg
- 1550 – 1552: Frederik (III) van Brandenburg
- 1552 – 1566: Sigismond (II) van Brandenburg
- 1566 – 1613: Hendrik Julius van Brunswijk-Wolfenbüttel, protestants administrator
- 1613 – 1615: Hendrik Karel van Brunswijk-Wolfenbüttel, protestants administrator
- 1615 – 1616: Rudolf (III) van Brunswijk-Wolfenbüttel, protestants administrator
- 1616 – 1623: Christiaan van Brunswijk-Wolfenbüttel, protestants administrator
- 1623 – 1625: sede vacante
- 1625 – 1628: Christiaan Willem van Brandenburg, protestants administrator
- 1628 – 1648: Leopold Willem van Oostenrijk, laatste katholiek bisschop